# Джесі Померой
Джессі Хардін Померой (29 листопада 1859 — 29 вересня 1932) був наймолодшою дитиною, засудженою за вбивство першого ступеня в історії штату Массачусетс.

## Попередня інформація
Джессі Хардін Померой народився в Бостоні, Массачусетс, в родині Томаса Дж. Помероя та Рут Енн Померой. Він був другою дитиною; його старший брат Чарльз Джефферсон Померой був на два роки старший за нього. Томас Померой був ветераном Громадянської війни у США.

## Перші напади 1871—1872
У 1871—1872 роках бостонські новини повідомляли про хлопців, котрих у різний час заманив у віддалені райони міста та понівечив трохи старший за них хлопець. Жертви не могли дати виразного опису їхнього насильника, тому нікого не було заарештовано. Напади були варті уваги, адже їхній призвідник виявляв надзвичайну жорстокість. Під час своїх тортур Померой роздягав жертву, бив її палицями, використовував ножі, якими дряпав шкіру, та встромляв голки у тіло хлопців, таким чином сексуально задовольняючись.
У 1872 році Рут та її двоє дітей переїхали до південного Бостону. Напади Помероя на молодших хлопців продовжувалися, і зрештою одна з його жертв змогла описати свого насильника: великий хлопець з каштановим волоссям та більмом на оці. Поліція негайно почала розшукувати підлітка, який би підходив під цей опис. Нарешті хлопчик впізнав свого ґвалтівника, і Помероя заарештували. Його визнали винним і відправили до виправної школи для хлопців у Вестборо, Массачусетс. Він мав знаходитися там до досягнення повноліття. Газета «Бостон Глоуб» опублікувала цю історію, ось останній рядок статті: «Було зроблено висновок, що хлопець психічно хворий».

## Вбивства 1874
У лютому 1874 року у віці 14 років Помероя було умовно-достроково звільнено, він повернувся до своїх матері і брата у південний Бостон. Його мати відкрила свій швейний магазин, а його брат Чарльз продавав газети.
У березні 1874 десятирічна Кеті Курран з південного Бостону зникла безвісти. 22 квітня 1874 року понівечене тіло чотирирічного хлопчика Горація Міллена було знайдено біля болота Бостонської гавані. Поліція негайно почала розшукувати Помероя, незважаючи на відсутність доказів його причетності до вбивства. Тіло Кеті Курран було знайдено пізніше у підвалі швейного магазину Помероїв. Її рештки були поспіхом недбало приховані під купою золи.

## Суд
Незважаючи на опір Помероя, його повели подивитися на тіло Міллена. Під час того, як хлопець дивився на змордоване тіло Горація, він тремтів, що зауважив слідчий. Пізніше, у своїй автобіографії, Джессі пояснив це тим, що ніколи не бачив такого жахіття (до речі, Померой до кінця життя не визнавав своєї причетності до вбивств, у автобіографії він пише, що визнав провину перед судом тільки заради того, щоб відвести підозри від брата та матері, які також були арештовані за підозрою у вбивстві Кеті Куран). Після огляду трупа Джессі спитали, чи це  він скоїв убивство, на що він відповів: «Думаю, так.» Під час коронерського  дізнання Померою було відмовлено у праві користуватися послугами адвоката. Справу Помероя було розглянуто у Верховному суді штату Массачусетс(округ Саффолк, Бостон) 9 та 10 грудня 1874 року. Під час судового засідання генеральний прокурор  виступив за вердикт про винуватість  у вбивстві першого ступеня.
Помероя визнали винним 10 грудня 1874 року.
Адвокат Помероя Чарльз Робінсон подав дві апеляції, які було відхилено у лютому 1875 року, що означало засудження Помероя до страти через повішення.

## Після суду
Тепер залишилося тільки отримати підтвердження смертного вироку та призначити дату страти Помероя. Це мав зробити губернатор штату Вільям Гастон, проте він відмовився здійснювати свої виконавчі обовʼязки. Єдиним легальним способом зберегти життя Помероя було голосування Ради Губернатора Массачусетсу за помʼякшення смертного вироку. Протягом півтора року Рада голосувала три рази: перші два голосування підтримували смерть Помероя, і обидва рази губернатор Гастон відмовився підписати смертний вирок. У серпні 1876 року Рада анонімно проголосувала утретє, вирок Помероя було помʼякшено і замінено на довічне увʼязнення. Ввечері 7 вересня 1876 року Помероя було переведено із в'язниці у графстві Саффолк до в'язниці у Чарлстоні, де він почав відбувати свій строк в одиночному ув'язненні. Йому було 16 років і 9 місяців.
У в'язниці Померой заявляв, що оволодів читанням на декількох іноземних мовах, в тому числі на івриті. Психіатр, який відвідував Джессі, виявив, що він вивчав німецьку з неабияким старанням. Померой писав вірші, які пізніше було опубліковано у в'язниці. Він почав вивчати право і провів чимало часу, пишучи прохання про помилування. У доповіді про стан психічного здоров'я  Помероя, зробленій у 1914 році і опублікованій після його смерті, було зазначено, що Джессі намагався утекти із в'язниці 10 чи 12 разів і що саморобні інструменти були частою знахідкою у його камері. Також у доповіді було зазначено, що Померой виявив "неймовірну винахідливість і завзятість, безпрецедентні в історії тюрми."
У 1917 році вирок Помероя було пом'якшено, що означало дозвіл користуватися привілеями, призначеними для довічно ув'язнених. Спочатку він протестував, домагаючись нічого меншого ніж помилування. Пізніше Померой змирився з обставинами і навіть взяв участь у менестрелі, організованій у в'язниці. У 1929 році уже старого і хворого Помероя було переведено до Бріджвотерської Лікарні для Неосудних , де він помер 29 вересня 1932 року.